# Нападение на полицейских в Пулваме
Нападение на полицейских в Пулваме — террористический акт, произошедший 14 февраля 2019 года. Кортеж транспортных средств, перевозивший полицейских, при движении по национальному шоссе Джамму — Сринагар был атакован автомобилем со взрывчаткой. За рулём автомобиля находился Адиль Ахмед Дар — смертник из села Леспора (вблизи города Авантипур) округа Пулвама индийского штата Джамму и Кашмир. В результате нападения погибли 40 сотрудников Сил центрального резерва полиции Индии и сам террорист. Ответственность за теракт взяли на себя пакистанская исламистская военизированная группа Джаиш-е-Мухаммад.

## Предыстория
Начиная с 2015 года, пропакистанские вооружённые формирования в Кашмире всё больше участвуют в высокопрофессиональных атаках смертников против индийских сил безопасности. В июле 2015 года трое вооружённых людей напали на автобус и отделение полиции в городе Гурдаспур. В 2016 году 4-6 вооружённых людей напали на военный аэропорт Патханкот. В феврале и июне 2016 года нападавшие убили 9-х и 8-х сотрудников сил безопасности в Пемпоре. В сентябре 2016 года, 4 нападавших атаковали бригадные штабы индийской армии в городе Ури, убив 19 военных. 31 декабря 2017 года, на командно-тренировочный центр в селе Леспора было совершено нападение боевиков, которые убили 6 сотрудников сил безопасности. Эти нападения имели место в районе национального шоссе Джамму — Сринагар.

## Нападение
| Штат              | Количество | Компенсация | Ссылка |
| ----------------- | ---------- | ----------- | ------ |
| Уттар-Прадеш      | 12         | 25 00 000   | [ 8 ]  |
| Раджастхан        | 5          | 50 00 000   | [ 9 ]  |
| Пенджаб           | 4          | 12 00 000   | [ 6 ]  |
| Одиша             | 2          | 10 00 000   | [ 10 ] |
| Уттаракханд       | 2          | 25 00 000   | [ 8 ]  |
| Бихар             | 2          | 11 00 000   | [ 11 ] |
| Махараштра        | 2          | 50 00 000   | [ 8 ]  |
| Западная Бенгалия | 2          |             |        |
| Тамилнад          | 2          | 20 00 000   | [ 8 ]  |
| Ассам             | 1          | 20 00 000   | [ 10 ] |
| Карнатака         | 1          | 25 00 000   | [ 12 ] |
| Джамму и Кашмир   | 1          |             |        |
| Гимачал-Прадеш    | 1          | 20 00 000   | [ 10 ] |
| Керала            | 1          |             |        |
| Джхаркханд        | 1          | 10 00 000   | [ 8 ]  |
| Мадхья-Прадеш     | 1          | 1 000 000   | [ 8 ]  |
| Всего             | 40         | -           |        |

14 февраля 2019 года конвой, состоящий из 78 транспортных средств, перевозил более 2500 сотрудников Сил центрального резерва полиции из Джамму в Сринагар по Национальному шоссе № 44. Конвой покинул Джамму примерно в 3:30 (UTC + 05:30) и перевозил большое количество персонала, из-за того что двумя днями ранее на шоссе проводился ремонт и не было возможности для движения. Конвой должен был достичь места назначения до захода солнца.
У села Леспора вблизи города Авантипур, около 15:15 (UTC + 05:30), автобус с полицейскими был протаранен внедорожником Mahindra Scorpio , в который было загружено более 300 кг взрывчатки. Последовал взрыв в результате которого погибли 40 сотрудников 76-го батальона Сил центрального резерва полиции и были ранены многие другие. Раненые были доставлены в главный военный госпиталь в Сринагаре.
Пакистанская вооружённая группировка Джаиш-э-Мухаммад заявила о своей ответственности за это нападение. Они также опубликовали видеозапись 22-летнего смертника Adil Ahmad Dar известного также как Adil Ahmad Gaadi Takranewala, покинувшего среднюю общеобразовательную школу в Кекепора и примкнувшего к группе годом ранее. Его семья видела его в последний раз в марте 2018 года, когда он уехал из своего дома на велосипеде и больше не возвращался. Власти Пакистана отрицают любую связь с терактом, однако лидер Джаиш-э-Мухаммад, Масуд Азхар свободно передвигается по этой стране.
Это нападение на сотрудников силовых ведомств страны стало самым смертоносным с 1989 года

## Расследование
Команда Национального агентства расследований из 12 человек будет заниматься расследованием теракта вместе с полицией Джамму и Кашмира.
С начала расследования было высказано предположение, что в автомобиле находилось 300 кг взрывчатки, включая 80 кг гексогена, и нитрат аммония.

## Последствия
Нападение послужило причиной эскалации конфликта между Индией и Пакистаном.